# Food miles

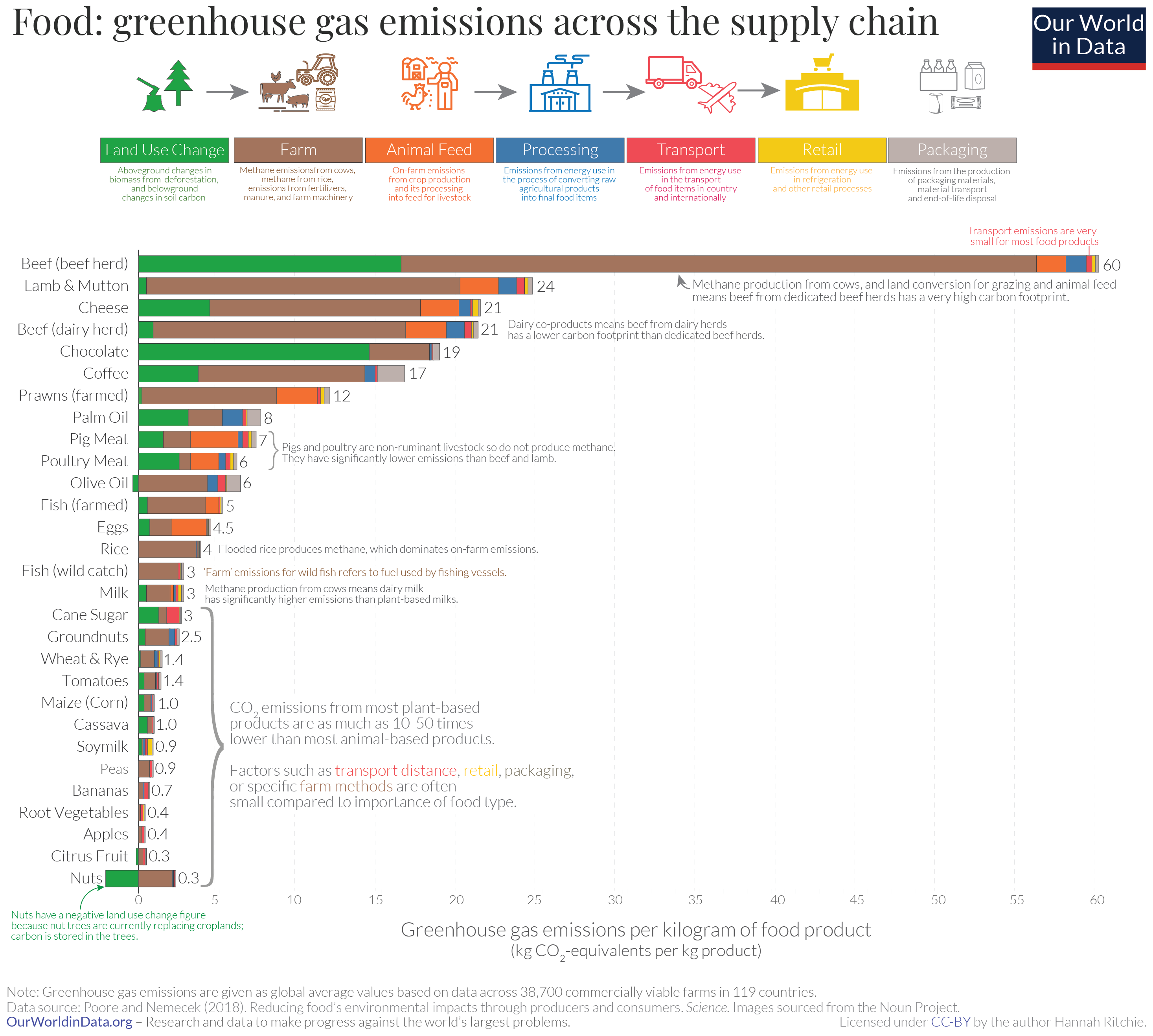
El transporte (en rojo) sólo representa una pequeña parte de las emisiones de gases de efecto invernadero de los alimentos.

El concepto de Food miles hace referencia a la distancia con la que la comida es transportada desde su producción hasta que llega a las manos del consumidor. Es una dimensión utilizada en el estudio del impacto medioambiental de los alimentos.

## Contexto
El concepto de Food miles forma parte de un tema más amplio como es la sostenibilidad, que hace referencia a una gran cantidad de temas medioambientales, incluyendo principalmente el del consumo local.
El término fue acuñado por Tim Lang (hoy profesor de Política alimentaria en la City University de Londres), cuando dice: La importancia está en señalar las consecuencias ecológicas, sociales y económicas ocultas a los consumidores de una manera simple, objetiva y si connotaciones de ningún tipo.
Un informe realizado por DEFRA en 2005, utilizado por los investigadores de la AEA Technology Environment para estudiar "La validez de las Food miles como indicador del desarrollo sostenible", indica que los costes directos sociales, medioambientales y económicos del transporte de comida son más de 9 millones de libras anuales y están dominados por la congestión.
Estudios recientes indican que no sólo se trata de lo lejos que viaje la comida, sino también del método de viaje utilizado. Los efectos medioambientales de las granjas ecológicas pueden verse anulados por el incremento del consumo de combustible en su transporte, a no ser que se trate de granjas locales. También muchos viajes en automóviles privados para comprar en el centro comercial tienen un impacto mucho más negativo que unos pocos camiones de reparto a las tiendas del barrio en donde se puede acceder fácilmente a pie o en bicicleta.